# Cereal
Cereal est un village (village) de l'Aire spéciale No 3, situé dans la province canadienne d'Alberta.

## Démographie
En tant que localité désignée dans le recensement de 2011, Cereal a une population de 134 habitants dans 71 de ses 79 logements, soit une variation de 6.3% avec la population de 2006. Avec une superficie de 0,946 3 km2, village possède une densité de population de 141,604 1 hab/km2 en 2011.
Concernant le recensement de 2006, Cereal abritait 126 habitants dans 65 de ses 68 logements. Avec une superficie de 0,946 3 km2, village possédait une densité de population de 133,2 hab/km2 en 2006.
| 2001 | 2006 | 2011 | 2016 |
| ---- | ---- | ---- | ---- |
| 187  | 126  | 134  | 111  |